# Evolution Championship Series
Evolution Championship Series, también conocido como «EVO» o simplemente «Evo», es un evento anual de esports que se centra exclusivamente en videojuegos de lucha. Evo utiliza el formato de torneo de doble eliminacióny se ha hecho bien conocido a través de los años, con participantes de todo el mundo, sobre todo de Japón y Estados Unidos. A partir de 2021, el torneo es propiedad de Sony Interactive Entertainment y RTS, la empresa de esports de la agencia Endeavor.
Evo fue fundado por Tom Cannon, también conocido por su trabajo en Shoryuken.com, un sitio web dedicado a los videojuegos de lucha. El torneo comenzó en 1996 como «Battle by the Bay», un torneo de cuarenta personas de Super Street Fighter II Turbo y Street Fighter Alpha 2, en Sunnyvale, California, y posteriormente se trasladó a su sede habitual en Las Vegas. El evento cambió su nombre a Evo en el 2002. El torneo ha crecido con el paso del tiempo, llegando a registrar más de mil participantes en 2009y más de nueve mil participantes en 2023.
Originalmente, el torneo utilizaba máquinas recreativas arcade, pero en 2004 se tomó la entonces controvertida decisión de trasladar todos los juegos a sus versiones de consola. Durante la transición a los juegos de la séptima generación de consolas, la mayoría de los juegos se jugaron en PlayStation 3, aunque en la edición Evo 2014, se jugaron en su mayoría en Xbox 360. Además de los torneos oficiales, también existe el área «BYOC» (abreviación del inglés «bring your own console», que significa «trae tu propia consola»), en la se juegan y celebran torneos secundarios de muchos juegos, además de los principales en el torneo.

## Historia

### Evo 2004 a 2009
Evo 2004 se llevó a cabo en la Universidad Cal Poly, en el sur de California, del 29 de julio al 1 de agosto. El torneo acumuló cerca de setecientos competidores de más de treinta naciones para competir en nueve juegos diferentes. Los juegos de esta edición de Evo fueron: Super Street Fighter II Turbo, Street Fighter III: 3rd Strike, Marvel vs. Capcom 2, Capcom Vs. SNK 2, Virtua Fighter 4: Evolution, Guilty Gear XX, Soulcalibur II, Tekken 4, and Tekken Tag Tournament.
En esta edición se dio una controversia, ya que a partir de ese año se comienza a utilizar las consolas caseras para la mayoría de los juegos del torneo, en lugar de máquinas de arcade, con la única excepción de 3rd Strike. Se atribuyó este cambio a los distintos programas y las limitaciones de hardware de los arcades de ese entonces.
Evo 2004 fue el lugar de nacimiento del «Evo Moment #37» durante el torneo de 3rd Strike, en el que Daigo Umehara, jugando con Ken, se enfrenta a Justin Wong, jugando con Chun-Li, y detiene con parry cada uno de los ataques del Super Art de Chun-Li mientras tenía muy poca salud y, contra todo pronóstico, remonta la ronda y gana la partida.
2005 fue el primer año que Evo se realizó en Las Vegas, Nevada, en el casino y hotel Green Valley Ranch.
Evo 2006 tuvo lugar en el Red Rock Resort Spa and Casino en Las Vegas. Fue el primer año en que Capcom dio su apoyo oficial de manera pública a los torneos Evo.[cita requerida] Normalmente, Evo ha caracterizado por tener únicamente torneos de juegos de peleas, pero en el 2006 Mario Kart DS fue incluido entre los juegos del evento.
Evo 2008 se llevó a cabo en el Tropicana Hotel and Casino en Las Vegas, del 8 al 10 de agosto. El torneo contó con seis juegos: Capcom Vs. SNK 2, Tekken 5: Dark Resurrection, Street Fighter III: 3rd Strike, Super Smash Bros. Brawl, Super Street Fighter II Turbo y Marvel vs. Capcom 2.
En el evento los asistentes pudieron ver varios juegos en proceso de desarrollo, como BlazBlue: Calamity Trigger, Street Fighter IV, Super Street Fighter II: Turbo HD Remix, y Tatsunoko vs. Capcom.[cita requerida]

### Evo 2009 a 2014
Evo 2009 se realizó del 17 al 19 de julio en el Rio Convention Center en Las Vegas. El torneo tuvo seis juegos como protagonistas: Guilty Gear XX: Accent Core, Marvel vs. Capcom 2, Street Fighter III: 3rd Strike, Super Street Fighter II: Turbo HD Remix y Street Fighter IV. Gracias al recién lanzado Street Fighter IV, aumentó la asistencia a Evo aumentó de manera considerable, convocando a más de mil participantes en el torneo para este juego, casi tres veces más que la participación de los torneos para los demás juegos.
Evo 2010 tuvo un enorme número de competidores comparado con ediciones anteriores, con Super Street Fighter IV congregando cerca de 1800 jugadores participando por un premio garantizado de veinte mil dólares. Lo más notable de este Evo fue Justin Wong consolidando su dominio en Marvel vs Capcom 2 en el proverbial «canto del cisne» de este juego, derrotando al campeón del año anterior, Sanford Kelly. Otros suceso memorable fue ver a Wong fallar en su intento por alcanzar el top 8 en Super Street Fighter IV, cayendo víctima primero de Vance «Vangief» Wu, y después del jugador taiwanés Bruce «GamerBee» Hsiang. 
Melty Blood: Actress Again se incluyó después de una encuesta en Shoryuken.com para decidir el último juego incluido en el torneo, superando a Street Fighter III: 3rd Strike, Capcom vs SNK 2, Marvel vs Capcom 2, Soulcalibur IV y The King of Fighters XII. BlazBlue: Calamity Trigger fue considerado para incluirse en el evento, pero después de que la mayoría de la comunidad de este juego se trasladó a su secuela, BlazBlue: Continuum Shift, se tomó la decisión de reemplazarlo con Marvel vs Capcom 2. 

También fue notable la cobertura del evento por parte del canal de televisión G4, que incluso ofreció a Adam Sessler, al anfitrión del programa de televisión X-Play, para ser comentarista de la final de Super Street Fighter IV.

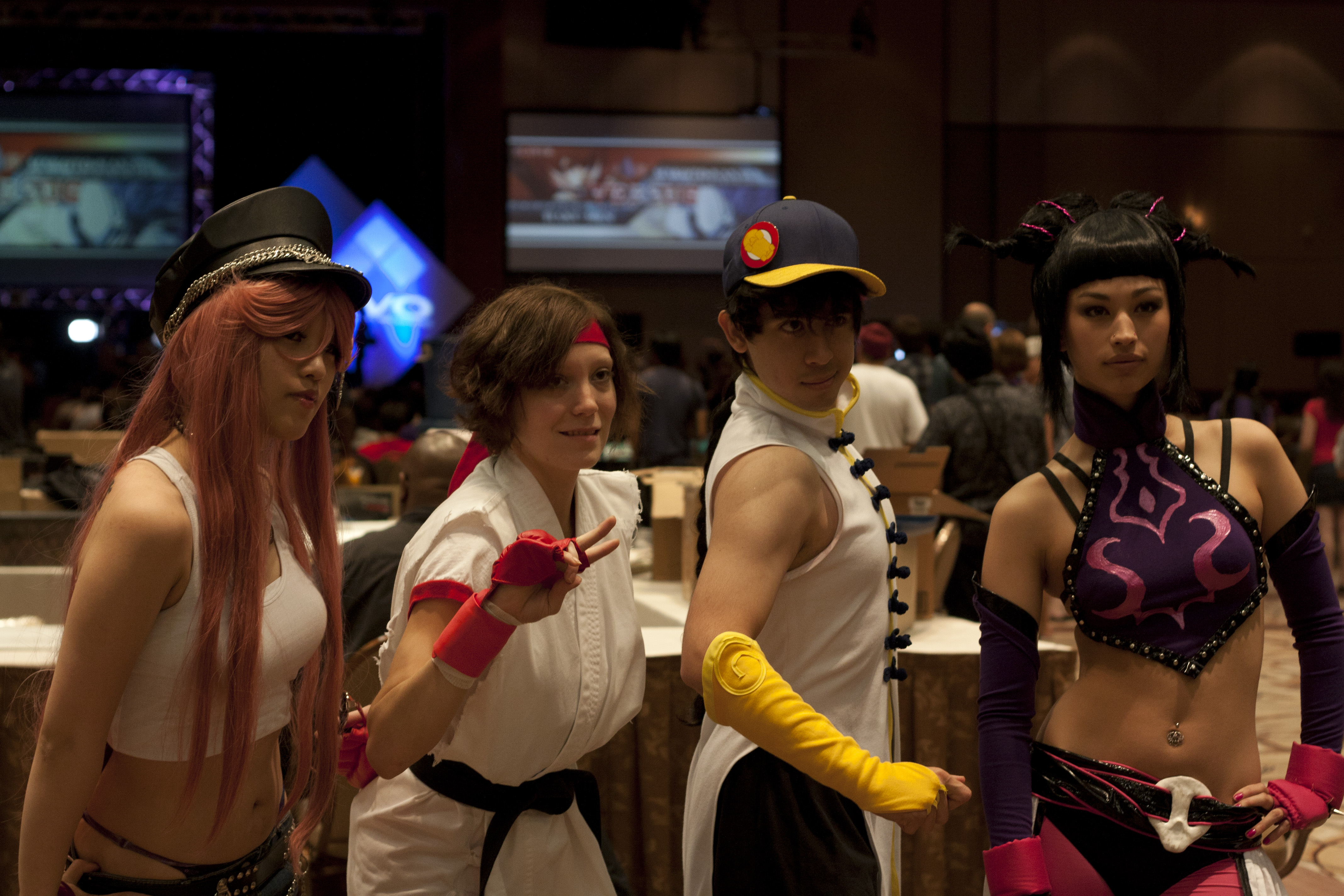
Cosplayers de Street Fighter en Evo 2011.

Para la Evo 2011, se anunció una temporada de torneos en la que los jugadores podían ganar puntos de clasificación para uno de los ocho torneos que formaron parte del evento. Esta edición tuvo lugar en Rio Las Vegas del 29 al 31 de julio, utilizando unos 5100 m² de su salón de baile. En es evento estuvieron presentes competidores de todos los estados de Estados Unidos y de cuarenta y cuatro países.
Previo al evento, el 25 de julio de 2011 se anunció que los usuarios podrían ver una transmisión en vivo del torneo en la plataforma PlayStation Home. Evo 2011 fue el evento más visto en su historia, durante el transcurso del evento, su livestream fue visto por más de dos millones de espectadores únicos en la plataforma UStream. Medios como G4, GameSpot y Destructoid estuvieron presentes para cubrir el evento.
Durante el evento se realizaron además anuncios de diferentes juegos. Yoshinori Ono, productor de la serie Street Fighter, anunció el DLC gratuito Super Street Fighter IV Arcade Edition. El productor de la saga Tekken, Katsuhiro Harada, asistió al evento para mostrar las nuevas mecánicas de Tekken Tag Tournament 2 y Soulcalibur V. Otros juegos que aún no se lanzaban al mercado y que fueron mostrados son Ultimate Marvel vs. Capcom 3, The King of Fighters XIII, Skullgirls y Street Fighter III: 3rd Strike Online Edition. Se realizó un torneo de Skullgirls y el ganador recibió un control arcade stick con motivo del Skullgirls.
Un participante notable del torneo de Marvel vs. Capcom 3, fue un niño de ocho años de edad llamado Noah Solis, quien obtuvo buenos resultados hasta ser eliminado por el competidor veterano Chris G. En una entrevista con Giant Bomb, el padre del niño, Moisés Solis, habló de que tiene toda la intención de apoyar el éxito de su hijo en los juegos de lucha, citando a los videojuegos como una forma, junto con la educación, de no caer en la cultura de las pandillas.Solis continúa compitiendo en juegos de lucha usando el apodo «NoahTheProdigy».
Evo 2012 se llevó a cabo del 6 al 8 de julio en el Caesars Palace, en Paradise, Nevada. El 3 de enero, Joey Cuellar, organizador del evento, anunció los seis juegos participantes: Super Street Fighter IV: Arcade Edition (Versión 2012), Ultimate Marvel vs. Capcom 3, Mortal Kombat, Soulcalibur V, The King of Fighters XIII y Street Fighter X Tekken. Regresó la serie de torneos clasificatorios del año, conformada por diecisiete eventos alrededor del mundo.
Uno de los momentos recordados de esta edición fue protagonizado por Kwang-noh «CafeID|MadKOF» Lee y Armando «IGL|Bala» Velázquez en la final de The King of Fighters XIII, en la que se mostró un apoyo multitudinario apoyo a este último por parte de muchos mexicanos presentes en el lugar, y por la gran demostración de habilidad de ambos jugadores.
Evo 2013 fue anunciado el 2 de diciembre de 2012. Se llevó a cabo del 12 al 14 de julio, en el hotel y casino Paris Las Vegas, en Las Vegas. El 8 de enero Cuellar anunció que Evo 2013 tendría ocho juegos en sus torneos principales: Ultimate Marvel vs. Capcom 3, Super Street Fighter IV: Arcade Edition (Version 2012), Tekken Tag Tournament 2, Mortal Kombat, Street Fighter X Tekken (Version 2013), The King of Fighters XIII, y Persona 4 Arena. El octavo juego fue votado por los jugadores a través de donaciones en línea y todos los ingresos recaudados fueron otorgados a la Fundación de Investigación de Cáncer de Mama (Breast Cancer Research Foundation) de Estados Unidos. El ganador de la encuesta fue Super Smash Bros. Melee con 94 683 dólares recaudados, mientras que la cantidad total de donaciones fue de 225 744 dólares. Nintendo de América se opuso inicialmente a que hubiera streaming de Melee pero finalmente fue permitido, según lo previsto por los organizadores del evento. El 7 de mayo de 2013 se anunció que Injustice: Dioses entre nosotros sería un juego con un torneo principal, por lo tanto, se tuvieron nueve torneos principales en total.
Evo 2014 fue anunciado el 15 de septiembre de 2013 y se llevó a cabo del 11 al 13 de julio, en el hotel y casino Westgate Las Vegas Resort & Casino, en Las Vegas. El 6 de febrero de 2014, Cuellar anunció que la edición 2014 de Evo incluiría a Ultimate Marvel vs. Capcom 3, Ultra Street Fighter IV, Injustice: Dioses entre nosotros, The King of Fighters XIII, Killer Instinct y BlazBlue: Chrono Phantasma. También se mencionó que estaban en curso negociaciones con Nintendo sobre la posible inclusión de Super Smash Bros. Melee y un mes después Nintendo aprobó que Melee fuera un juego participante en Evo 2014. Tekken Tag Tournament 2 fue agregado en abril a los juegos participantes.Los primeros días de julio se dio a conocer que Nintendo sería parte de los auspiciadores oficiales del torneo.
Durante el evento se desvelaron dos noticias principales, un nuevo personaje para Mortal Kombat X, Raiden, y Katsuhiro Harada anunció que Tekken 7 se encontraba en desarrollo.

### Evo 2015 a 2019
La Evo 2015 tuvo lugar del 17 al 19 de julio en el hotel y casino Paris Las Vegas, en Las Vegas. El 20 de enero de 2015, Cuellar anunció que Evo 2015 incluiría a Ultra Street Fighter IV, Ultimate Marvel vs. Capcom 3, Super Smash Bros. para Wii U, Guilty Gear Xrd -SIGN-, Killer Instinct, Mortal Kombat X, Persona 4 Arena Ultimax, Super Smash Bros. Melee y Tekken 7.
Cuellar también confirmó que EVO 2015 utilizaría la versión técnicamente obsoleta de Persona 4 Arena Ultimax en PlayStation 3. El 25 de mayo, Cuéllar confirmó que tanto Super Smash Bros. Melee y Super Smash Bros. para Wii U habían superado mil quinientos participantes cada uno y, más tarde, que Ultra Street Fighter IV superó dos mil participantes.Inicialmente, Ultra Street Fighter IV se jugaría en su versión para PlayStation 4, pero debido al gran número de errores y problemas técnicos encontrados por los jugadores en esta versión, los organizadores del evento decidieron utilizar la versión para Xbox 360.
Evo 2015 también fungió como un evento clasificatorio para la Capcom Cup de Ultra Street Fighter IV, así como para la Copa Mundial de Killer Instinct; cada uno de esto juegos recibieron bonificaciones bonificación de cincuenta mil dólares para sus premios por parte de Capcom/Sony y de Iron Galaxy/Microsoft, respectivamente. Netherrealm Studios y Warner Bros. también donaron cincuenta mil dólares a los premios para Mortal Kombat X, debido al éxito del aspecto «Blue Steel» para Sub-Zero. Además, Atlus donó diez mil dólares para los premios de Persona 4 Arena Ultimax, mientras que Arc System Works y Aksys Games donó la misma cantidad a los premios para Guilty Gear Xrd. Namco Bandai anunció un bono de treinta mil dólares para los premios de Tekken 7, así como una playera de dicho juego a todos los participantes, donde aparecen Lili y Eliza.
Evo 2016 tuvo lugar del 15 al 17 de julio en el Centro de Convenciones de Las Vegas y las finales en el Mandalay Bay Events Center. Los juegos participantes fueron Guilty Gear Xrd -REVELATOR-, Street Fighter V, Super Smash Bros. Melee, Super Smash Bros. for Wii U, Mortal Kombat XL, Pokkén Tournament, Killer Instinct, Ultimate Marvel vs. Capcom 3 y Tekken 7: Fated Retribution. Street Fighter V, Super Smash Bros. Melee, Guilty Gear Xrd -REVELATOR-, Ultimate Marvel vs. Capcom 3 y Mortal Kombat XL tuvieron sus finales el domingo. Las finales de Street Fighter V fueron transmitidas en vivo por el canal de televisión ESPN2 con cobertura disponible a través del servicio en línea WatchESPN de la cadena ESPN, además de los streams habituales a través de la plataforma Twitch.
Joey Cuellar anunció que el evento había roto récords de participación, entre ellos Street Fighter V alcanzó más de cinco mil participantes, Smash 4 y Melee tuvieron dos mil cada uno y Pokkén tuvo mil. De manera similar a las finales de Ultra Street Fighter IV de Evo 2015, Capcom y Sony contribuyeron con un bono de cincuenta mil dólares a los premios del torneo de Street Fighter V, que además fue un evento calificador para el Capcom Pro Tour. The Pokémon Company anunció un bono de diez mil dólares para los premios de Pokkén Tournament además de que fue evento calificador para la Pokkén Tournament Championship Series. Del mismo modo que en Evo 2015, NetherRealm y Warner Bros. proporcionaron un bono de cincuenta mil dólares para los premios de Mortal Kombat XL. Killer Instinct recibió una bonificación a sus premios de quince mil dólares como parte del financiamiento del KI Ultra Tour. El 11 de julio, Aksys Games anunció un bono de diez mil dólares para los premios de Guilty Gear Xrd -REVELATOR-.
Evo 2018 se realizó del 3 al 5 de agosto en el Mandalay Bay Resort and Casino, en Las Vegas. Los juegos que participaron en esta edición fueron Street Fighter V: Arcade Edition, Tekken 7, Super Smash Bros. for Wii U, Super Smash Bros. Melee, BlazBlue: Cross Tag Battle, Guilty Gear Xrd REV2, Injustice 2 y Dragon Ball FighterZ.
Evo 2019 ocurrió del 2 al 4 de agosto, una vez más en el Mandalay Bay Resort and Casino, en Las Vegas. Este año los juego participantes fueron Street Fighter V: Arcade Edition, Tekken 7, Super Smash Bros. Ultimate, Mortal Kombat 11, Soulcalibur VI, Under Night In-Birth Exe:Late[st], Dragon Ball FighterZ, BlazBlue Cross Tag Battle y Samurai Shodown.

### Evo 2020 al presente
Evo 2020 estaba planeado para llevarse a cabo del 31 de julio al 2 de agosto en el Mandalay Bay Resort and Casino, en Las Vegas. Sin embargo, debido a la pandemia de COVID-19, el evento presencial fue cancelado y se anunciaron torneos en línea del 4 de julio al 2 de agosto. Sin embargo, al inicio de julio de 2020, se formularon acusaciones de conducta sexual inapropiada en contra de Joey Cuellar, el director ejecutivo de Evo. La junta directiva de Evo separó de su cargo a Cuellar el 2 de julio y fue reemplazado por Tony Cannon como director ejecutivo interino, pero para ese momento varios desarrolladores ya habían decidido retirarse del evento, entre ellos Capcom, Bandai Namco, NetherRealm y Mane6. La junta directiva de Evo decidió cancelar el evento, reembolsar los boletos de entrada y donar los fondos restantes a la organización no gubernamental Project HOPE.
El 18 de marzo del 2021 se anunció que Evo había sido adquirido de manera conjunta por Sony Interactive Entertainment y la agencia de talentos Endeavor (RTS). Al mismo tiempo, se anunció que Evo Online 2021 tendría lugar del 6 al 8 de agosto y del 13 al 15, con los juegos Guilty Gear Strive, Mortal Kombat 11 Ultimate, Street Fighter V: Champion Edition, Tekken 7 y Skullgirls: 2nd Encore. El personal de Evo declaró que pasar a ser propiedad de Sony no afectaría su habilidad para incluir torneos para juegos que no se encuentran en disponibles para las consolas PlayStation, aunque todos los juegos incluidos en el 2021 se encontraban disponibles o eran exclusivos para esas consolas.
Evo 2022 se llevó a cabo del 5 al 7 de agosto en el Mandalay Bay Resort and Casino. Fue el primer evento presencial desde 2019 y los juegos participantes fueron Dragon Ball FighterZ, Granblue Fantasy: Versus, Guilty Gear Strive, The King of Fighters XV, Melty Blood: Type Lumina, Mortal Kombat 11 Ultimate, Skullgirls: 2nd Encore, Street Fighter V: Champion Edition y Tekken 7.
Evo 2023 ocurrió del 4 al 6 de agosto y los juegos participantes fueron Street Fighter 6, Guilty Gear Strive, Dragon Ball FighterZ, The King of Fighters XV, Melty Blood: Type Lumina, Mortal Kombat 11 Ultimate y Tekken 7. Ultimate Marvel vs. Capcom 3 fue anunciado como un juego adicional, como parte del lanzamiento de una nueva categoría de torneo, denominada «Throwback Tournament», y se tuvo un torneo de prelanzamiento de Granblue Fantasy Versus: Rising. Además, el evento cambió el formato de las finales, de top 8 a top 6, aparentemente por limitaciones de tiempo. Con 9182 participantes, Evo 2023 fue el más grande hasta entonces en sus casi veinte años de historia.
Evo 2024 tuvo lugar del 19 al 21 de julio en el Centro de Convenciones de Las Vegas. Los juegos participantes fueron Street Fighter 6, Tekken 8, Mortal Kombat 1, Granblue Fantasy Versus: Rising, Under Night In-Birth II [Sys:Celes], Guilty Gear -Strive- y The King of Fighters XV; con Street Fighter III: 3rd Strike como el Throwback Tournament y como parte de la celebración tanto de aniversario veinticinco del juego como el vigésimo aniversario del «Moment #37».